# Королюк Володимир Семенович
Володи́мир Семе́нович Королю́к (19 серпня 1925, Київ — 4 квітня 2020, Київ)  — радянський та український математик.

## Життєпис
1947 року вступив до Київського державного університету ім. Т. Г. Шевченка одразу на третій курс механіко-математичного факультету: два перші курси він закінчив заочно при Харківському університеті, перебуваючи на військовій службі.
Відпрацювавши рік викладачем в Артемівському вчительському інституті, Володимир Семенович вступає до аспірантури при Інституті математики АН УРСР. Закінчив Київський державний університет у 1950 році та аспірантуру Інституту математики НАН України (1954). Тут під керівництвом Б.В. Гнєденка він розпочинає вивчення непараметричних критеріїв Колмогорова—Смирнова.
Згодом В.С. Королюк переводиться до аспірантури при Московському державному університеті, де його науковими дослідженнями керує академік А.М. Колмогоров. Володимир Семенович розвиває асимптотичний аналіз непараметричних статистик для умовних випадкових блукань у схемах Бернуллі та Пуассона.  
З 1954 р. він читає спецкурси з теорії програмування, теорії ймовірностей та математичної статистики в Київському університеті ім. Т.Шевченка на механіко-математичному факультеті.  
З 1960 р. очолює відділ теорії ймовірностей та математичної статистики Інституту математики НАН України. 
Із 1966 до 1988 р. — заступник директора Інституту математики НАН України. 
Працював в Інституті математики НАН України головним науковим співробітником, завідувачем відділу теорії ймовірностей та математичної статистики, радником при дирекції. 
У 1965-1995 роках професор кафедри теорії ймовірностей та математичної статистики КНУ ім. Т. Г. Шевченка.
Доктор фізико-математичних наук (1964), професор (1965), член-кореспондент НАН України (1967), академік НАН України (1976). 

## Наукова діяльність
Наукові інтереси майбутнього вченого формувались під впливом академіка Б. В. Гнєденка. Під його керівництвом В. С. Королюк у своїй дипломній роботі уточнив опис областей притягання стійких законів розподілів і обґрунтував умови притягання в термінах характеристичних функцій. 
Багатогранна наукова діяльність В. С. Королюка розпочалася з дослідження непараметричних задач математичної статистики та асимптотичного аналізу граничних задач для випадкових блукань. 
У 1954 р. захистив кандидатську дисертацію "О критериях согласия А. Н. Колмогорова и Н. В. Смирнова".
На основі ідеї адрес вищих рангів В.С. Королюк разом з К.Л. Ющенко створили алгоритмічну мову програмування – адресну мову. Творці адресної мови визначили головні принципи побудови майбутніх алгоритмічних мов програмування: використання формул і оператор присвоювання. За центральну ідею було взято ідею явного розрізнення адреси та її вмісту разом з операцією виділення вмісту за адресою. У сучасній термінології це – техніка роботи з посиланнями, яка була освоєна і теоретично обґрунтована в теорії і практиці програмування значно пізніше, а сьогодні широко застосовується на практиці. 
Під впливом ідей О.А. Ляпунова та Б.В. Гнєденка Володимир  Семенович зацікавився проблемами кібернетики, опублікував низку праць з  програмування та підручник «Елементи програмування» (співавтори — Б.В.  Гнєденко, К.Л. Ющенко), який неодноразово перевидавався різними мовами. 
Для неперервних випадкових блукань та процесів учений  розвиває метод потенціалу, на основі якого ефективно досліджує граничні  задачі теорій ймовірностей, масового обслуговування, надійності й теорії  зберігання запасів.Розпочаті в 60-х роках дослідження граничних задач в аспекті асимптотичного аналізу В.С.Королюк продовжує з застосуванням факторизаційних тотожностей у схемі випадкових блукань та процесів з незалежними приростами.
В.С.Королюк – один з перших учених в Україні, хто оцінив теоретичне та прикладне значення напівмарковських процесів, привернув увагу своїх учнів до їх дослідження та застосування. Результати цих досліджень започаткували новий напрямок – теорію асимптотичного фазового укрупнення та усереднення випадкових процесів.
Від 1965 року під керівництвом В.С. Королюка проводяться студії з теорії напівмарковських процесів, на базі яких побудовано теорію фазового укрупнення та усереднення стохастичних систем. Ці результати підсумовані в низці монографій (у співавторстві з А.Ф. Турбіним), деякі з них перекладені англійською мовою.
Після поновлення студій, пов’язаних із задачами математичної статистики, разом із Ю.В. Боровських В.С. Королюк створює теорію випадкових перманентів, на основі якої розвиває теорії симетричних U-статистик. Результати досліджень узагальнені в чотирьох монографіях, дві з яких вийшли англійською мовою.
Наприкінці 1970-х років В.С. Королюк поновив дослідження задач математичної статистики i разом з Ю.В. Боровських почав працювати над проблемою наближення розподілів та над теорією U-статистик. На основі створеної ними теорії випадкових перманентів було розвинуто новий підхід до теорії симетричних U-статистик та порядкових статистик. Зокрема, В.С. Королюк увів нове поняття «стохастичні поліноми Кравчука», що значно узагальнює введене у 1930 р. М.П. Кравчуком поняття ортогональних поліномів відносно біноміального розподілу. 
У 80-х роках В.С.Королюк започаткував ще один новий напрямок – асимптотичний аналіз випадкових еволюцій. Учений розвиває теорію еволюції стохастичних систем у марковському та напівмарковському середовищах, викладену в монографіях «Полумарковские случайньіе зволюции» (співавтор А. В. Свіщук) та «Стохастичні моделі систем», які теж видані англійською мовою. 
В.С. Королюк активно продовжує дослідження граничних теорем типу усереднення, дифузійної та пуассонівської апроксимацій напівмарковських випадкових еволюцій, стохастичних систем, що описуються процесами з локально незалежними приростами та з напівмарковським входом.
Починаючи з 90-х років продовжує розвинення нових асимптотичних методів дослідження еволюційних систем з випадковими збуреннями.
Багаторічна творча співпраця з Технологічним університетом м. Комп’єн (Франція) у дослідженні систем фазового укрупнення сприяла систематичному вивченню еволюційних стохастичних систем з використанням ефективних алгоритмів фазового укрупнення, усереднення та дифузійної апроксимації флуктуацій стохастичних систем, зосереджуючись на розв’язанні проблеми сингулярного збурення для звiдно-оборотних операторів.

## Нагороди та відзнаки
- Премія НАН України імені М. М. Крилова (1976)
- Державна премія в галузі науки і техніки (1978, за створення Енциклопедії кібернетики)
- Премія НАН України імені В. М. Глушкова (1988)
- Премія НАН України імені М. М. Боголюбова (1995)
- Заслужений діяч науки і техніки України (1998)
- Срібна медаль імені М. В. Остроградського (2001)
- Премія НАН України імені М. В. Остроградського (2002)
- Державна премія України в галузі науки і техніки (2003, за цикл робіт із теорії стохастичних систем)
- Премія НАН України імені Ю. О. Митропольского (2015)
- Відзнака НАН України «За підготовку наукової зміни» (2015)

## Публікації
Основні праці з теорії ймовірностей та математичної статистики, методів програмування, уточнення граничних теорем для задач випадкових блукань з границями розвинув, метод випадкових блукань для внесення розподілів статистики.
Автор понад 350 наукових праць, серед яких  22 монографії, 20 підручників, більшість з яких перевидано іноземними мовами, і близько 260 наукових статей..
За його редакцією в 1978 р. вийшов у світ "Справочник по теории вероятностей и математической статистике”, який неодноразово перевидавався різними мовами. 

## Підготовка кадрів
Під його керівництвом понад 43 математики захистили кандидатські та близько 15 — докторські дисертації. 

## Педагогічна та науково-організаційна діяльність
Понад 50 років працював професором Київського національного університету імені Тараса Шевченка, понад 30 років завідував відділом та понад 20 років був заступником директора з наукової роботи Інституту математики НАН України, 10 років виконував обов’язки заступника академіка-секретаря Відділення математики НАН України, був радником при дирекції, членом вченої ради Інституту математики НАН України.
Був головним редактором журналу «Теорія ймовірностей та математична статистика». Входив до складу редколегії «Українського математичного журналу», журналів «Кибернетика и системный анализ», «Theory of Stochastic Processes» та інших наукових видань. Володимир Семенович відіграв ключову роль у створенні міжнародного журналу «Теория вероятностей и ее применение».
Брав активну участь в організації та проведенні міжнародних наукових конференцій.

## Міжнародна діяльність
Багато виступав з лекціями та доповідями на міжнародних симпозіумах і в наукових центрах Канади, США, Італії, Іспанії, Голландії, Німеччини, Франції, Швейцарії, Швеції, Японії. 